# Gimnasia estética de grupo
La Gimnasia Estética de Grupo (Aesthetic Group Gymnastics) se trata de una modalidad deportiva de reciente aparición, que es diferente al resto de los deportes gimnásticos que recoge la Federación Internacional de Gimnasia. Esta, fue reconocida a nivel internacional como modalidad competitiva en 1996 y en 2003 se creó la Federación Internacional de Gimnasia Estética de Grupo (IFAGG).

La IFAGG define la gimnasia estética de grupo como “una disciplina deportiva basada en el movimiento estilizado y natural del cuerpo, que combina y realza cualidades como el dinamismo, el ritmo y la armonía de los movimientos realizados con un uso económico y eficaz de la fuerza. Es expresión arte y sentimiento convertido en deporte de competición. Todo ello, realizado por un grupo de deportistas del que fluye un movimiento estético y sincronizado”. 
Las coreografías que se realizan en esta disciplina, suelen incluir movimientos acrobáticos, elementos de danza, flexibilidad y coordinación, y todo ello sincronizado entre los diferentes miembros del grupo. Además, los participantes pueden utilizar música como acompañamiento para resaltar la expresión artística y la sincronización en sus actuaciones.
1. ↑  «FIG».
2. ↑  «IFAGG».

## Orígen
La Gimnasia Estética de Grupo tiene sus orígenes en los países nórdicos, más concretamente en Finlandia y Suecia, y es un deporte competitivo de aproximadamente 100 años de antigüedad. En sus orígenes este deporte fue llamado Gimnasia grupal femenina (Women’s Group Gymnastics), pero en 1996 el nombre en inglés cambió y pasó a ser Gimnasia Estética de Grupo (Aesthetic Group Gymnastics) (AGG), la cual fue ya un deporte en los Juegos Olímpicos de Antwerp en 1920. (IFAGG, 2012).

## Ejercicios
Los ejercicios se realizan en grupos de 6 a 12 gimnastas (en categorías junior y senior) o de 6 a 14 gimnastas (en categoría infantil), pudiendo participar tanto mujeres como hombres. El lugar de competición es un tapiz de 13x13 metros y la duración del programa de competición es de 2’ a 2’30” en categoría infantil y de 2’15” a 2’45” en categorías junior y senior. (IFAGG, 2012). Los ejercicios se realizarán con acompañamiento musical y deben narrar una historia que a través del movimiento deberán de trasmitir al espectador.
El programa de competición se compone de diferentes elementos corporales, equilibrios, saltos, giros, ondas, elevaciones... Los elementos deben surgir de uno a otro de forma natural, mostrando fluidez y continuidad. La composición muestra un control de la musculatura de forma bilateral, usando tanto la pierna dominante como la no-dominante, adaptadas al nivel del grupo y siendo similar la condición física de todas las componentes. (IFAGG, 2012).

## Categorias
- De 6 a 12 gimnastas en la categoría Sénior.

- De 6 a 12 gimnastas en la categoría Júnior.

- De 4 a 14 gimnastas en las categorías infantiles. (8-10 años, 10-12 años y 12-14 años)